# Гагарина, Ольга Олеговна
Ольга Олеговна Гагарина (род. 26 июля 1989, Москва) — российская дзюдоистка, призёр первенств России среди юниоров и молодёжи, призёр всероссийских юношеских спартакиад 2006 и 2010 годов, серебряный (2014) и бронзовый (2012, 2016) призёр чемпионатов России, мастер спорта России. Представляет спортивный клуб «МГФСО» (Москва). Выступает в полулёгкой весовой категории (до 52 кг). Наставником Гагариной является О. В. Кожаев.

## Спортивные результаты
- Всероссийская юношеская спартакиада 2006 — ;
- Первенство России по дзюдо среди юниоров 2006 — ;
- Первенство России по дзюдо среди юниоров 2007 — ;
- Первенство России по дзюдо среди юниоров 2008 — ;
- Первенство России по дзюдо среди молодёжи 2009 — ;
- Всероссийская юношеская спартакиада 2010 — ;
- Первенство России по дзюдо среди молодёжи 2010 — 5 место;
- Чемпионат России по дзюдо 2012 — ;
- Чемпионат России по дзюдо 2014 — ;
- Чемпионат России по дзюдо 2016 — ;
- Кубок России по дзюдо 2017 — ;